# Kileskrift
Kileskrift er det ældste kendte skriftsystem. Det stammer fra det sydlige Babylonien i Sumer i anden halvdel af det 4. årtusinde f.Kr., hvor det sandsynligvis blev udviklet i forbindelse med regnskabsføring. Skriften på det tidlige stadie er piktogrammer, altså ikke som på et skriftsprog.
Navnet på skriftsystemet – kileskrift – skyldes, at kileformede tegn blev afsat på fugtige lertavler med en griffel. Lertavlen blev bagt eller lagt til tørre i solen. Studiet af Mesopotamien, også kendt som assyriologi, er velsignet med en stor mængde af sådanne lertavler, der dog som regel kun findes som fragmenter, såkaldte ostrakon, men som skriftlige kilder er de uvurderlige.
Kileskriften spredte sig fra Mesopotamien til den øvrige nære Orient, men brugen af kileskrift var mest udbredt i Mesopotamien, hvor den først døde ud ca. 100 e.Kr. Fra ca. 3400 f.kr. til 100 e.Kr. blev de oprindelige billeder efterhånden mere og mere stiliserede, og antallet af tegn varierede betydeligt.
Kileskrift er væsentligt et skriftsystem og et talsystem.
Kileskrift blev brugt til en lang række andre sprog end sumerisk og akkadisk i oldtidens nære Orient: blandt andet hittitisk, hattisk og luvisk.
I modsætning til sumerisk, der som hurrittisk er et isoleret sprog, er akkadisk et semitisk sprog. Akkadisk bruges om oldakkadisk (ca. 2300-2100 f.Kr.) og de to dialekter babylonisk og assyrisk.

## Eksterne links og baggrundslitteratur
- Miki Kocic, "A Bit About Cuneiform", Writing, omniglot.com
- Henvisninger til en række digitale samlinger af kileskrift: http://cdli.ucla.edu/
- Jakob Bo Flygare: "Verdens ældste skrift" i SFINX 25. årgang (2002) nr. 3, ISSN 0105-7618